# Lumakoala blackae
Lumakoala blackae — викопний вид сумчастих ссавців родини коалових (Phascolarctidae). Існував в олігоцені в Австралії.

## Назва
«Luma» латиною означає «шип», що стосується морфології шипів B і D та їх відмінності від postparacrista та premetacrista відповідно. Вид L. blackae названий на честь Карен Блек, дослідження якої значно розширили розуміння викопних коал та інших вомбатиформ.

## Опис
Lumakoala blackae був дуже малою коалою, з оцінками маси тіла 2,2–2,6 кг.

## Палеоекологія
Скам'янілі зуби Lumakoala blackae характеризувалися відносно нерозвиненою зубчастістю емалі та невеликою висотою коронки, що свідчить про те, що він харчувався переважно м'якими рослинами. Існує гіпотеза, що він час від часу живився комахами, як це роблять існуючі представники Phalangeriformes.